# 1998–1999-es magyar labdarúgókupa
Az 1998–1999-es magyar labdarúgókupa a sorozat 60. kiírása volt. A döntőben a Debreceni VSC és a Tatabánya mérkőzött meg. A győzelmet  Debrecen szerezte meg.

## 1. forduló
hivatalos játéknapok: július 29., augusztus 12., 26.
1. csoport
| Hely. | Csapat            | M | Gy | D | V | G+ | G– | Gk  | P | Továbbjutás vagy kiesés     |      | ETO  | BÜK | GYIR | TIH  |
| ----- | ----------------- | - | -- | - | - | -- | -- | --- | - | --------------------------- | ---- | ---- | --- | ---- | ---- |
| 1.    | Győri ETO FC      | 3 | 3  | 0 | 0 | 30 | 2  | +28 | 9 | Továbbjutott a 2. fordulóba |      | —    | 5–0 | 14–1 | 11–1 |
| 2.    | Büki TK           | 3 | 2  | 0 | 1 | 6  | 9  | −3  | 6 | Továbbjutott a 2. fordulóba |      | 0–5  | —   | 4–3  | 2–1  |
| 3.    | Gyirmót SE        | 3 | 1  | 0 | 2 | 6  | 19 | −13 | 3 |                             |      | 1–14 | 3–4 | —    | 2–1  |
| 4.    | Tihanyi Petőfi SE | 3 | 0  | 0 | 3 | 3  | 15 | −12 | 0 |                             | 1–11 | 1–2  | 1–2 | —    |      |

2. csoport
| Hely. | Csapat     | M | Gy | D | V | G+ | G– | Gk | P | Továbbjutás vagy kiesés     |     | HAL | SÁR | CSOR | MAL |
| ----- | ---------- | - | -- | - | - | -- | -- | -- | - | --------------------------- | --- | --- | --- | ---- | --- |
| 1.    | Haladás    | 3 | 3  | 0 | 0 | 10 | 2  | +8 | 9 | Továbbjutott a 2. fordulóba |     | —   | 3–1 | 5–1  | 2–0 |
| 2.    | Sárvári FC | 3 | 2  | 0 | 1 | 8  | 6  | +2 | 6 | Továbbjutott a 2. fordulóba |     | 1–3 | —   | 3–2  | 4–1 |
| 3.    | Csorna     | 3 | 0  | 1 | 2 | 4  | 9  | −5 | 1 |                             |     | 1–5 | 2–3 | —    | 1–1 |
| 4.    | Malomsok   | 3 | 0  | 1 | 2 | 2  | 7  | −5 | 1 |                             | 0–2 | 1–4 | 1–1 | —    |     |

3. csoport
| Hely. | Csapat        | M | Gy | D | V | G+ | G– | Gk  | P | Továbbjutás vagy kiesés     |     | ZAL | SOP | ETY | BAL |
| ----- | ------------- | - | -- | - | - | -- | -- | --- | - | --------------------------- | --- | --- | --- | --- | --- |
| 1.    | Zalaapáti FC  | 3 | 3  | 0 | 0 | 13 | 3  | +10 | 9 | Továbbjutott a 2. fordulóba |     | —   | 2–1 | 4–2 | 7–0 |
| 2.    | Soproni FAC   | 3 | 2  | 0 | 1 | 13 | 3  | +10 | 6 | Továbbjutott a 2. fordulóba |     | 1–2 | —   | 5–0 | 7–1 |
| 3.    | Etyek SE      | 3 | 1  | 0 | 2 | 5  | 11 | −6  | 3 |                             |     | 2–4 | 0–5 | —   | 3–2 |
| 4.    | Balatonföldvá | 3 | 0  | 0 | 3 | 3  | 17 | −14 | 0 |                             | 0–7 | 1–7 | 2–3 | —   |     |

4. csoport
| Hely. | Csapat       | M | Gy | D | V | G+ | G– | Gk | P | Továbbjutás vagy kiesés     |     | TAT | LÉB | RÁK | LAJ |
| ----- | ------------ | - | -- | - | - | -- | -- | -- | - | --------------------------- | --- | --- | --- | --- | --- |
| 1.    | FC Tatabánya | 3 | 2  | 1 | 0 | 11 | 3  | +8 | 7 | Továbbjutott a 2. fordulóba |     | —   | 3–0 | 6–1 | 2–2 |
| 2.    | Lébény       | 3 | 1  | 1 | 1 | 5  | 7  | −2 | 4 | Továbbjutott a 2. fordulóba |     | 0–3 | —   | 2–1 | 3–3 |
| 3.    | Rákóczi FC   | 3 | 1  | 0 | 2 | 6  | 9  | −3 | 3 |                             |     | 1–6 | 1–2 | —   | 4–1 |
| 4.    | Lajoskomárom | 3 | 0  | 2 | 1 | 6  | 9  | −3 | 2 |                             | 2–2 | 3–3 | 1–4 | —   |     |

5. csoport
| Hely. | Csapat                     | M | Gy | D | V | G+ | G– | Gk  | P | Továbbjutás vagy kiesés     |     | ZTE | HAR | FEL | DUN |
| ----- | -------------------------- | - | -- | - | - | -- | -- | --- | - | --------------------------- | --- | --- | --- | --- | --- |
| 1.    | Zalaegerszegi TE           | 3 | 3  | 0 | 0 | 15 | 1  | +14 | 9 | Továbbjutott a 2. fordulóba |     | —   | 6–1 | 4–0 | 5–0 |
| 2.    | Hartai SE                  | 3 | 1  | 1 | 1 | 6  | 9  | −3  | 4 | Továbbjutott a 2. fordulóba |     | 1–6 | —   | 3–1 | 2–2 |
| 3.    | Felsőszentmárton Zrínyi SE | 3 | 1  | 0 | 2 | 4  | 9  | −5  | 3 |                             |     | 0–4 | 1–3 | —   | 3–2 |
| 4.    | Dunaszentgyörgyi SE        | 3 | 0  | 1 | 2 | 4  | 10 | −6  | 1 |                             | 0–5 | 2–2 | 2–3 | —   |     |

6. csoport
| Hely. | Csapat             | M | Gy | D | V | G+ | G– | Gk  | P | Továbbjutás vagy kiesés     |     | SIO | KUN | TOM | BUD |
| ----- | ------------------ | - | -- | - | - | -- | -- | --- | - | --------------------------- | --- | --- | --- | --- | --- |
| 1.    | Siófoki Bányász    | 3 | 3  | 0 | 0 | 13 | 0  | +13 | 9 | Továbbjutott a 2. fordulóba |     | —   | 1–0 | 7–0 | 5–0 |
| 2.    | Kunszentmártoni TE | 3 | 1  | 1 | 1 | 7  | 5  | +2  | 4 | Továbbjutott a 2. fordulóba |     | 0–1 | —   | 3–3 | 4–1 |
| 3.    | Tompai KSE         | 3 | 0  | 2 | 1 | 5  | 12 | −7  | 2 |                             |     | 0–7 | 3–3 | —   | 2–2 |
| 4.    | Budaörs            | 3 | 0  | 1 | 2 | 3  | 11 | −8  | 1 |                             | 0–5 | 1–4 | 2–2 | —   |     |

7. csoport
| Hely. | Csapat             | M | Gy | D | V | G+ | G– | Gk  | P | Továbbjutás vagy kiesés     |     | BVSC | HAJ | SOR | LAD |
| ----- | ------------------ | - | -- | - | - | -- | -- | --- | - | --------------------------- | --- | ---- | --- | --- | --- |
| 1.    | BVSC-Zugló         | 3 | 2  | 1 | 0 | 6  | 0  | +6  | 7 | Továbbjutott a 2. fordulóba |     | —    | 1–0 | 0–0 | 5–0 |
| 2.    | Hajdúszoboszlói SE | 3 | 2  | 0 | 1 | 10 | 1  | +9  | 6 | Továbbjutott a 2. fordulóba |     | 0–1  | —   | 1–0 | 9–0 |
| 3.    | Soroksári TE       | 3 | 1  | 1 | 1 | 3  | 2  | +1  | 4 |                             |     | 0–0  | 0–1 | —   | 3–1 |
| 4.    | Ladánybene         | 1 | 0  | 0 | 1 | 1  | 17 | −16 | 0 |                             | 0–5 | 0–9  | 1–3 | —   |     |

8. csoport
| Hely. | Csapat           | M | Gy | D | V | G+ | G– | Gk | P | Továbbjutás vagy kiesés     |     | KER | SÜLY | BOR |
| ----- | ---------------- | - | -- | - | - | -- | -- | -- | - | --------------------------- | --- | --- | ---- | --- |
| 1.    | III. Kerületi FC | 2 | 2  | 0 | 0 | 5  | 1  | +4 | 6 | Továbbjutott a 2. fordulóba |     | —   | 1–0  | 4–1 |
| 2.    | Sülysápi KSK     | 2 | 1  | 0 | 1 | 3  | 3  | 0  | 3 |                             |     | 0–1 | —    | 3–2 |
| 3.    | Borota           | 2 | 0  | 0 | 2 | 3  | 7  | −4 | 0 |                             | 1–4 | 2–3 | —    |     |

9. csoport
| Hely. | Csapat               | M | Gy | D | V | G+ | G– | Gk  | P | Továbbjutás vagy kiesés     |      | VID | EDE | LÁNG | PAR  |
| ----- | -------------------- | - | -- | - | - | -- | -- | --- | - | --------------------------- | ---- | --- | --- | ---- | ---- |
| 1.    | Videoton Fehérvár FC | 3 | 3  | 0 | 0 | 21 | 1  | +20 | 9 | Továbbjutott a 2. fordulóba |      | —   | 3–0 | 7–1  | 11–0 |
| 2.    | Edelény              | 3 | 2  | 0 | 1 | 8  | 7  | +1  | 6 | Továbbjutott a 2. fordulóba |      | 0–3 | —   | 5–2  | 3–2  |
| 3.    | Láng SK              | 3 | 1  | 0 | 2 | 5  | 13 | −8  | 3 |                             |      | 1–7 | 2–5 | —    | 2–1  |
| 4.    | Parádi SE            | 3 | 0  | 0 | 3 | 3  | 16 | −13 | 0 |                             | 0–11 | 2–3 | 1–2 | —    |      |

10. csoport
| Hely. | Csapat           | M | Gy | D | V | G+ | G– | Gk | P | Továbbjutás vagy kiesés     |     | TISZ | KIS | PÁSZ | NYÍR |
| ----- | ---------------- | - | -- | - | - | -- | -- | -- | - | --------------------------- | --- | ---- | --- | ---- | ---- |
| 1.    | Tiszaújvárosi SC | 3 | 3  | 0 | 0 | 6  | 1  | +5 | 9 | Továbbjutott a 2. fordulóba |     | —    | 2–0 | 3–1  | 1–0  |
| 2.    | Kispest Honvéd   | 3 | 1  | 1 | 1 | 9  | 4  | +5 | 4 | Továbbjutott a 2. fordulóba |     | 0–2  | —   | 1–1  | 8–1  |
| 3.    | Pásztói LC       | 3 | 0  | 2 | 1 | 5  | 7  | −2 | 2 |                             |     | 1–3  | 1–1 | —    | 3–3  |
| 4.    | Nyírmeggyes      | 3 | 0  | 1 | 2 | 4  | 12 | −8 | 1 |                             | 0–1 | 1–8  | 3–3 | —    |      |

11. csoport
| Hely. | Csapat         | M | Gy | D | V | G+ | G– | Gk | P | Továbbjutás vagy kiesés     |     | VAS | PAL | MEZ | KÉK |
| ----- | -------------- | - | -- | - | - | -- | -- | -- | - | --------------------------- | --- | --- | --- | --- | --- |
| 1.    | Vasas          | 3 | 3  | 0 | 0 | 12 | 3  | +9 | 9 | Továbbjutott a 2. fordulóba |     | —   | 5–3 | 4–0 | 3–0 |
| 2.    | Palotás        | 3 | 2  | 0 | 1 | 6  | 6  | 0  | 6 | Továbbjutott a 2. fordulóba |     | 3–5 | —   | 1–0 | 2–1 |
| 3.    | Mezőkövesdi SE | 3 | 1  | 0 | 2 | 4  | 7  | −3 | 3 |                             |     | 0–4 | 0–1 | —   | 4–2 |
| 4.    | Kék SE         | 3 | 0  | 0 | 3 | 3  | 9  | −6 | 0 |                             | 0–3 | 1–2 | 2–4 | —   |     |

12. csoport
| Hely. | Csapat            | M | Gy | D | V | G+ | G– | Gk  | P | Továbbjutás vagy kiesés     |     | BOR | NYÍR | KEM | BES |
| ----- | ----------------- | - | -- | - | - | -- | -- | --- | - | --------------------------- | --- | --- | ---- | --- | --- |
| 1.    | Borsod Volán      | 3 | 2  | 1 | 0 | 13 | 6  | +7  | 7 | Továbbjutott a 2. fordulóba |     | —   | 3–3  | 4–2 | 6–1 |
| 2.    | Nyírség Spartacus | 3 | 2  | 1 | 0 | 9  | 4  | +5  | 7 | Továbbjutott a 2. fordulóba |     | 3–3 | —    | 3–0 | 3–1 |
| 3.    | Kemecse           | 3 | 1  | 0 | 2 | 8  | 8  | 0   | 3 |                             |     | 2–4 | 0–3  | —   | 6–1 |
| 4.    | Besenyőtelek      | 3 | 0  | 0 | 3 | 3  | 15 | −12 | 0 |                             | 1–6 | 1–3 | 1–6  | —   |     |

13. csoport
| Hely. | Csapat         | M | Gy | D | V | G+ | G– | Gk | P | Továbbjutás vagy kiesés     |     | GÁZ | CSON | PÉN |
| ----- | -------------- | - | -- | - | - | -- | -- | -- | - | --------------------------- | --- | --- | ---- | --- |
| 1.    | Gázszer FC     | 2 | 1  | 1 | 0 | 6  | 2  | +4 | 4 | Továbbjutott a 2. fordulóba |     | —   | 4–0  | 2–2 |
| 2.    | Csongrádi ÉSSE | 2 | 1  | 0 | 1 | 1  | 4  | −3 | 3 |                             |     | 0–4 | —    | 1–0 |
| 3.    | Pénzügyőr SE   | 2 | 0  | 1 | 1 | 2  | 3  | −1 | 1 |                             | 2–2 | 0–1 | —    |     |

14. csoport
| Hely. | Csapat          | M | Gy | D | V | G+ | G– | Gk | P | Továbbjutás vagy kiesés     |     | DUN | TISZ | GYU |
| ----- | --------------- | - | -- | - | - | -- | -- | -- | - | --------------------------- | --- | --- | ---- | --- |
| 1.    | Dunakeszi       | 2 | 2  | 0 | 0 | 4  | 1  | +3 | 6 | Továbbjutott a 2. fordulóba |     | —   | 2–0  | 2–1 |
| 2.    | Tiszakécskei FC | 2 | 1  | 0 | 1 | 5  | 2  | +3 | 3 |                             |     | 0–2 | —    | 5–0 |
| 3.    | Gyulavár        | 2 | 0  | 0 | 2 | 1  | 7  | −6 | 0 |                             | 1–2 | 0–5 | —    |     |

15. csoport
| Hely. | Csapat                 | M | Gy | D | V | G+ | G– | Gk  | P | Továbbjutás vagy kiesés     |      | DUN | BÉK  | OROS |
| ----- | ---------------------- | - | -- | - | - | -- | -- | --- | - | --------------------------- | ---- | --- | ---- | ---- |
| 1.    | Dunaferr SE            | 2 | 1  | 1 | 0 | 11 | 1  | +10 | 4 | Továbbjutott a 2. fordulóba |      | —   | 10–0 | 1–1  |
| 2.    | Békéscsabai Előre      | 2 | 1  | 1 | 0 | 4  | 1  | +3  | 4 |                             |      | 1–1 | —    | 3–0  |
| 3.    | Orosházi Rákóczi Vasas | 2 | 0  | 0 | 2 | 0  | 13 | −13 | 0 |                             | 0–10 | 0–3 | —    |      |

16. csoport
| Hely. | Csapat           | M | Gy | D | V | G+ | G– | Gk | P | Továbbjutás vagy kiesés     |     | VÁC | SBTC | CEG |
| ----- | ---------------- | - | -- | - | - | -- | -- | -- | - | --------------------------- | --- | --- | ---- | --- |
| 1.    | Vác FC           | 2 | 1  | 1 | 0 | 5  | 0  | +5 | 4 | Továbbjutott a 2. fordulóba |     | —   | 0–0  | 5–0 |
| 2.    | Salgótarjáni BTC | 2 | 1  | 1 | 0 | 1  | 0  | +1 | 4 |                             |     | 0–0 | —    | 1–0 |
| 3.    | Ceglédi VSE      | 2 | 0  | 0 | 2 | 0  | 6  | −6 | 0 |                             | 0–5 | 0–1 | —    |     |

## Második forduló
| 1. csapat            | Eredmény   | 2. csapat         |
| -------------------- | ---------- | ----------------- |
| 1998. október 8.     |            |                   |
| Borsod Volán         | 2–1        | Gázszer FC        |
| Büki TK              | 2–2 b: 5-6 | Diósgyőri FC      |
| 1998. október 13.    |            |                   |
| Szombathelyi Haladás | 2–1        | Kispest Honvéd    |
| 1998. október 21.    |            |                   |
| Zalaapáti            | 2–3        | Nyírség Spartacus |
| 1998. október 27.    |            |                   |
| Kunszentmártoni TE   | 0–2        | Győri ETO FC      |
| 1998. október 28.    |            |                   |
| III. kerület FC      | 0–1        | Ferencvárosi TC   |
| Dunakeszi            | 1–0        | Tiszaújváros      |
| Hartai SE            | 2–3        | Videoton Fehérvár |
| Edelény              | 1–3        | MTK Hungária      |
| Dunaferr SE          | 1–2        | Újpest FC         |
| Sárvári FC           | 1–3        | Vasas             |
| Vác FC               | 3–0        | Siófok FC         |
| Zalaegerszegi TE     | 2–2 b: 4-2 | Soproni FAC       |
| FC Tatabánya         | 4–0        | Hajdúszoboszló    |
| Palotás              | 1–0        | BVSC-Zugló        |
| Lébény               | 1–3        | Debreceni VSC     |

## Nyolcaddöntő
| 1. csapat          | Eredmény   | 2. csapat            |
| ------------------ | ---------- | -------------------- |
| 1998. november 11. |            |                      |
| MTK Hungária       | 1–2        | FC Tatabánya         |
| Vasas              | 2–3        | Debreceni VSC        |
| Nyírség Spartacus  | 2–1        | Zalaegerszegi TE     |
| Borsod Volán       | 0–4        | Győri ETO FC         |
| Palotási SE        | 0–4        | Diósgyőri FC         |
| Dunakeszi MÁV      | 1–2        | Vác FC               |
| Videoton Fehérvár  | 3–3 b: 3-4 | Szombathelyi Haladás |
| 1998. november 25. |            |                      |
| Újpest FC          | 3–1        | Ferencvárosi TC      |

## Negyeddöntő
| 1. csapat         | Eredmény | 2. csapat            |
| ----------------- | -------- | -------------------- |
| 1999. március 16. |          |                      |
| Győri ETO FC      | 1–0      | Nyírség Spartacus    |
| Vác FC            | 3–1      | Szombathelyi Haladás |
| 1999. március 17. |          |                      |
| Debreceni VSC     | 3–1      | Diósgyőri FC         |
| FC Tatabánya      | 3–1      | Újpest FC            |

## Elődöntő
| 1. csapat         | Eredmény | 2. csapat    |
| ----------------- | -------- | ------------ |
| 1999. április 14. |          |              |
| FC Tatabánya      | 3–0      | Vác FC       |
| 1999. április 15. |          |              |
| Debreceni VSC     | 2–1      | Győri ETO FC |

## Döntő
| 1999. május 20. 20:00 |

| Debreceni VSC                 | 2–1   | FC Tatabánya |
| ----------------------------- | ----- | ------------ |
| Bagoly 22' Gellei 80' (öngól) | (1–0) | Kiprich 50'  |

| Váci városi stadion, Vác Nézőszám: 12 000 Játékvezető: Puhl Sándor Asszisztensek: Birincsik József, Jenei Károly |

| Debreceni VSC | Tatabánya |

| KA                | 24 | Téglási Gábor  |     |     |
| V                 | 10 | Liviu Goian    |     |     |
| V                 | 23 | Bodnár László  |     | 89' |
| V                 | 5  | Pető Zoltán    | 71' |     |
| KP                | 7  | Dombi Tibor    | 17' |     |
| KP                | 4  | Sándor Csaba   |     |     |
| KP                | 11 | Vadicska Zsolt |     |     |
| KP                | 26 | Bagoly Gábor   |     |     |
| KP                | 9  | Böőr Zoltán    |     |     |
| CS                | 6  | Radu Sabo      |     | 57' |
| CS                | 14 | Nicolae Ilea   |     |     |
| Cserék:           |    |                |     |     |
| CS                | 8  | Csehi Zoltán   |     | 57' |
| KP                | 3  | Szatmári Csaba |     | 89' |
| KA                | 12 | Erdélyi Miklós |     |     |
| KP                | 16 | Kovács Norbert |     |     |
| CS                | 25 | Siklósi Csaba  |     |     |
| Vezetőedző:       |    |                |     |     |
| Garamvölgyi Lajos |    |                |     |     |

| KA          | 1  | Gelei Károly      |     |     |
| V           | 2  | Bukva Géza        | 10' |     |
| V           | 3  | Szabó Viktor      |     |     |
| V           | 5  | Szalma József     | 76' |     |
| V           | 22 | Virág Attila      |     | 41' |
| KP          | 18 | Süveges Zoltán    |     |     |
| KP          | 11 | Kovács Attila     |     | 67' |
| KP          | 9  | Tüske Roland      | 27' |     |
| KP          | 20 | Szekeres Zsolt    |     | 39' |
| CS          | 19 | Kiprich József    | 57' |     |
| CS          | 15 | Nagy Sándor       |     |     |
| Cserék:     |    |                   |     |     |
| KA          | 31 | Pikács József     |     |     |
|             | 23 | Kiss Béla         |     |     |
| KP          | 13 | Szoboszlai Zsolt  |     | 39' |
| KP          | 16 | Eric van de Merwe |     | 41' |
| KP          | 14 | Csernák Péter     |     | 67' |
| Vezetőedző: |    |                   |     |     |
| Tóth Bálint |    |                   |     |     |

A Debrecen MK-ban szerepelt játékosai: Téglási Gábor (4), Fekete Róbert (1) – Bagoly Gábor (4), Bernáth Csaba (1), Bodnár László (5), Böőr Zoltán (5), Cornel Constantin (1), Csehi Zoltán (4), Dombi Tibor (3), Frida Ferenc (1), Liviu Goian (5), Nicolae Ilea (4), Kovács Norbert (1), Madar Tamás (1), Pető Zoltán (4), Radu Sabo (5), Sándor Csaba (5), Siklósi Csaba (3), Szabó János (1), Szatmári Csaba (4), Ulveczki Zoltán (2), Vadicska Zsolt (4)